# Itaipava Arena Pernambuco
L'Itaipava Arena Pernambuco è uno stadio di calcio costruito a São Lourenço da Mata, nell'area metropolitana di Recife, in Brasile, per la Confederations Cup del 2013 e la Coppa del mondo del 2014.
L'arena ha una capienza di 46 000 posti a sedere ed ha inoltre un profilo polivalente, potrà essere così utilizzato anche per altre competizioni sportive, fiere, convegni e grandi spettacoli. Intorno allo stadio sorgerà anche un nuovo centro urbano che prenderà il nome di Cidade da Copa.
Lo stadio è la sede del Clube Náutico Capibaribe.

## Gli investitori

### Odebrecht
Odebrecht è la società che ha vinto la gara per la costruzione dell'Arena Pernambuco. Essa è, in realtà, un consorzio di due imprese, Odebrecht Participações e Investimentos (OPI) e Construtora Norberto Odebrecht (CNO).
La società è anche responsabile della costruzione o ristrutturazione di altri tre stadi, sempre per la Coppa del mondo del 2014, essi sono lo Stadio Corinthians a San Paolo, l'Arena Fonte Nova a Salvador e il Maracanã a Rio de Janeiro.

### AEG e Aecom
L'Anschutz Entertainment Group (AEG) è un'impresa americana leader nel mercato dell'intrattenimento, dello sport e della musica. È stata assunta dal Consórcio Arena Pernambuco per operare nell'arena con una concessione di 30 anni attraverso AEG Facilities.
AEG Facilities è anche un consulente nel progetto Cidade da Copa. La stessa società è anche responsabile della gestione del complesso L.A. vive nel centro di Los Angeles, dell'Home Depot Center di Carson in California e del [[The O2 Arena]] di Londra.
Un altro partner del progetto è la società Aecom, che opera nello sviluppo urbano e architettonico della Cidade da Copa. La stessa società ha anche collaborato nell'ambito delle Olimpiadi del 2012 di Londra.

### Grupo Petrópolis
Nel maggio 2013 il Grupo Petrópolis ha acquisito i diritti di denominazione dell'Arena Pernambuco, che ha cambiato quindi nome in Itaipava Arena Pernambuco. Il valore di tale transazione è stato di $ 100 milioni per un periodo di 10 anni, ulteriormente rinnovabile per altri due periodi della stessa durata.
Il contratto concede al Grupo Petrópolis il diritto esclusivo della bevanda Itaipava e del TNT Energy Drink nei bar e ristoranti dello stadio. Concede inoltre il 100% dello spazio pubblicitario all'esterno dell'arena e il 60% dello spazio pubblicitario all'interno dell'arena.
Durante la FIFA Confederations Cup del 2013 e la Coppa del mondo del 2014, il Grupo Petrópolis non potrà esercitare tali diritti poiché non è uno sponsor ufficiale della manifestazione.

## Il progetto

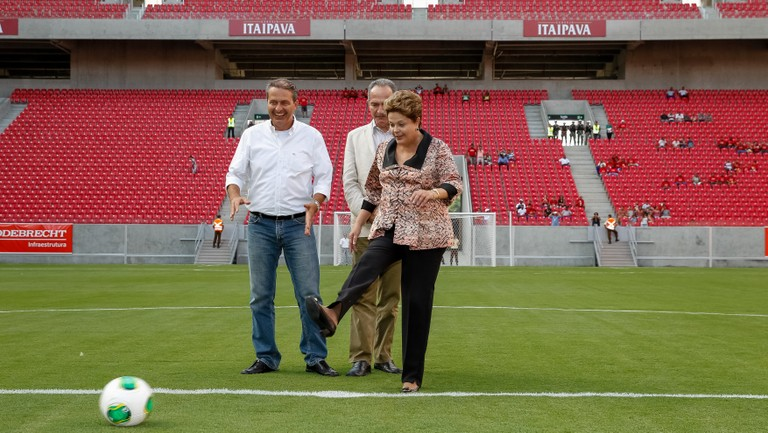
Il presidente Dilma Rousseff, il ministro dello sport, Aldo Rebelo (al centro) e il governatore del Pernambuco, Eduardo Campos, alla cerimonia di inaugurazione.

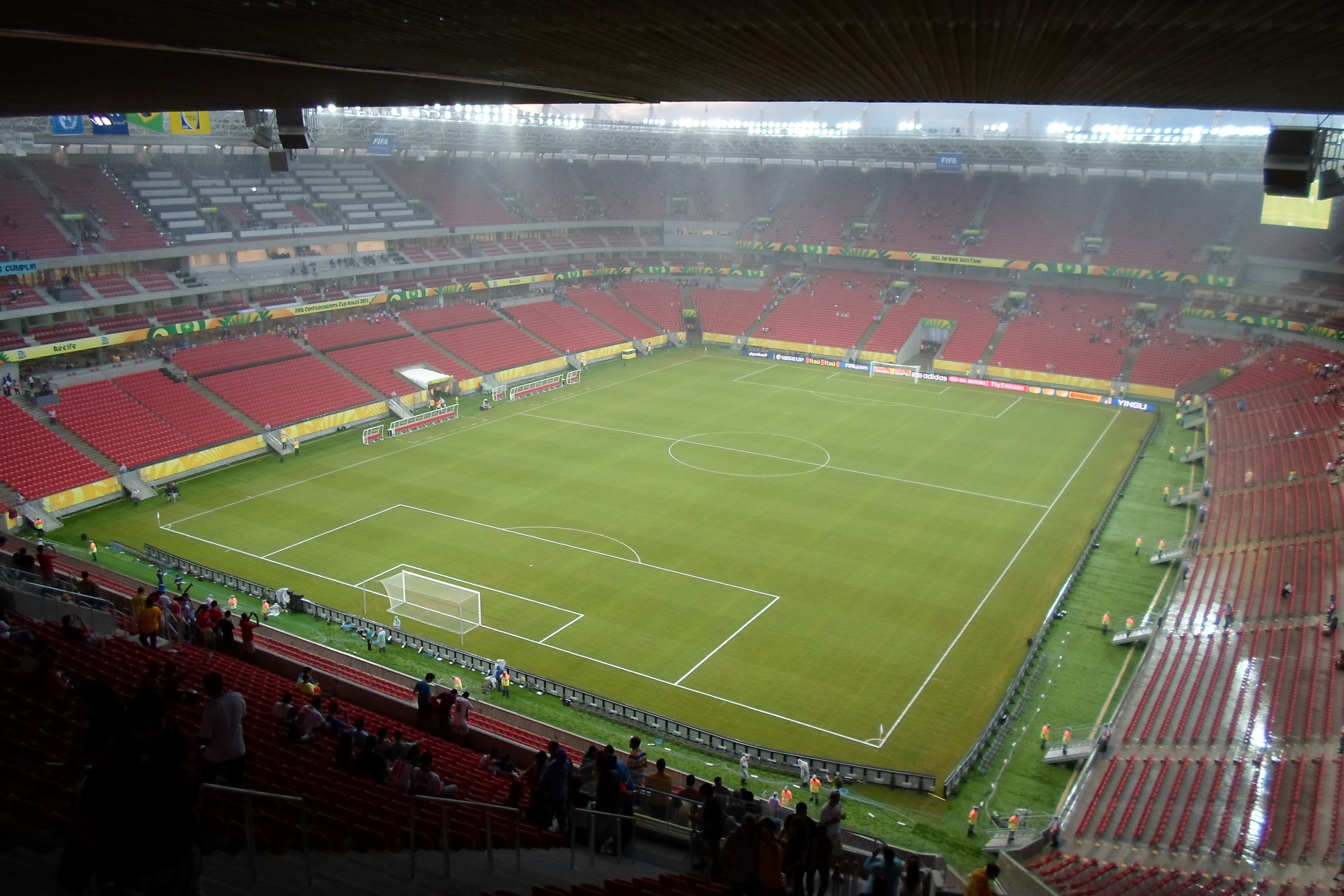
L'Arena Pernambuco prima della partita tra Spagna e Uruguay della FIFA Confederations Cup del 2013.

La costruzione e il funzionamento dell'arena sono una Public Private Partnership (PPP) tra il governo del Pernambuco e il Consórcio Arena Pernambuco. Per la Public Private Partnership la concessione è di 33 anni, di cui tre anni di costruzione e gestione della zona. Il contratto prevede anche l'utilizzo del terreno circostante l'arena come zona per sviluppare la parte occidentale dell'area metropolitana di Recife, dove Odebrecht svilupperà il complesso della Cidade da Copa.

### Architettura
Progettato dall'ufficio Fernandes Architects & Associates, responsabile anche dei disegni per l'Arena do Grêmio, l'Arena Ponte Preta e per il nuovo Maracanã, il complesso comprende uno stadio a norma FIFA, con una capacità di 46 000 persone per le partite di calcio, aumentabile a 63 000 persone per eventi musicali (tramite l'utilizzo del prato). La struttura occupa una superficie di circa 50 hm² e dispone di 4 700 posti auto, di cui 800 coperti. L'arena avrà bar e ristoranti, nonché un centro commerciale, un cinema, un teatro, alberghi e un centro congressi nei suoi dintorni.

### Tecnologia
- Schermi LED ad alta risoluzione;
- Telecamere speciali con panorama a 360°;
- Luci e suoni conformi agli standard internazionali;
- Riscaldamento dell'acqua utilizzando generatori di nuova generazione, alimentati a gas con tecnologia Bosch Buderus (sistema di pannelli solari ad alta efficienza);
- All'interno della struttura è stata costruita anche una centrale solare che può produrre fino a 1 megawatt di energia, in grado di soddisfare circa 6000 persone.

### Sicurezza
- Centro di controllo per monitorare lo stadio e i dintorni;
- Evacuazione del pubblico in soli 8 minuti;
- Addetti alla sicurezza in tutti i settori dello stadio.

### Modifiche al progetto
Una delle misure adottate per accelerare i lavori dell'Arena Pernambuco è stata la sostituzione del rivestimento dello stadio. Prima, infatti, l'arena avrebbe dovuto essere rivestita da uno strato di vetro e alluminio. Nel progetto attuale, invece, è stato sostituito da un materiale noto con il nome di ETFE, famoso per il suo utilizzo nell'Allianz Arena, lo stadio del Bayern Monaco. L'ETFE è un tipo di plastica trasparente che consente una variazione di colori sulla facciata. Nell'Arena Pernambuco saranno utilizzati 20 000 metri quadrati di questo materiale che è stato importato dalla Germania. Secondo Marcos Lessa, amministratore delegato del Consórcio Arena Pernambuco, a differenza che a Monaco di Baviera, nell'Arena Pernambuco saranno utilizzate luci LED. Lessa ha anche assicurato che ciò darà un aspetto più dinamico alla facciata dello stadio. L'Arena Pernambuco costerà circa 531 000 000 dollari. Il costo della nuova facciata sarà rivelato dopo una verifica, ma la cifra finale, si prevede, dovrebbe aumentare. Oltre a essere utilizzato nella famosa Allianz Arena, l'ETFE è stato anche utilizzato nella facciata del Centro Acquatico Nazionale di Pechino, costruito per le Olimpiadi di Pechino del 2008.

## Incontri internazionali

### FIFA Confederation Cup 2013
| Data           | Orario (BRT) | Squadra numero 1 | Ris.  | Squadra numero 2 | Fase del torneo | Spettatori |
| -------------- | ------------ | ---------------- | ----- | ---------------- | --------------- | ---------- |
| 16 giugno 2013 | 19:00        | Spagna           | 2 - 1 | Uruguay          | Girone B        | 41 705     |
| 19 giugno 2013 | 19:00        | Italia           | 4 - 3 | Giappone         | Girone A        | 40 489     |
| 23 giugno 2013 | 16:00        | Brasile          | 3 - 0 | Giappone         | Girone A        | 22 047     |

### Coppa del Mondo FIFA 2014
| Data           | Orario (BRT) | Squadra numero 1 | Ris.      | Squadra numero 2 | Fase del torneo  | Spettatori |
| -------------- | ------------ | ---------------- | --------- | ---------------- | ---------------- | ---------- |
| 14 giugno 2014 | 22:00        | Costa d'Avorio   | 2 - 1     | Giappone         | Girone C         | 40 267     |
| 20 giugno 2014 | 13:00        | Italia           | 0 - 1     | Costa Rica       | Girone D         | 40 567     |
| 23 giugno 2014 | 16:00        | Croazia          | 1 - 3     | Messico          | Girone A         | 41 212     |
| 26 giugno 2014 | 16:00        | Stati Uniti      | 0 - 1     | Germania         | Girone G         | 41 876     |
| 29 giugno 2014 | 17:00        | Costa Rica       | 1-1 (5-3) | Grecia           | Ottavi di finale | 41 242     |

## Cidade da Copa

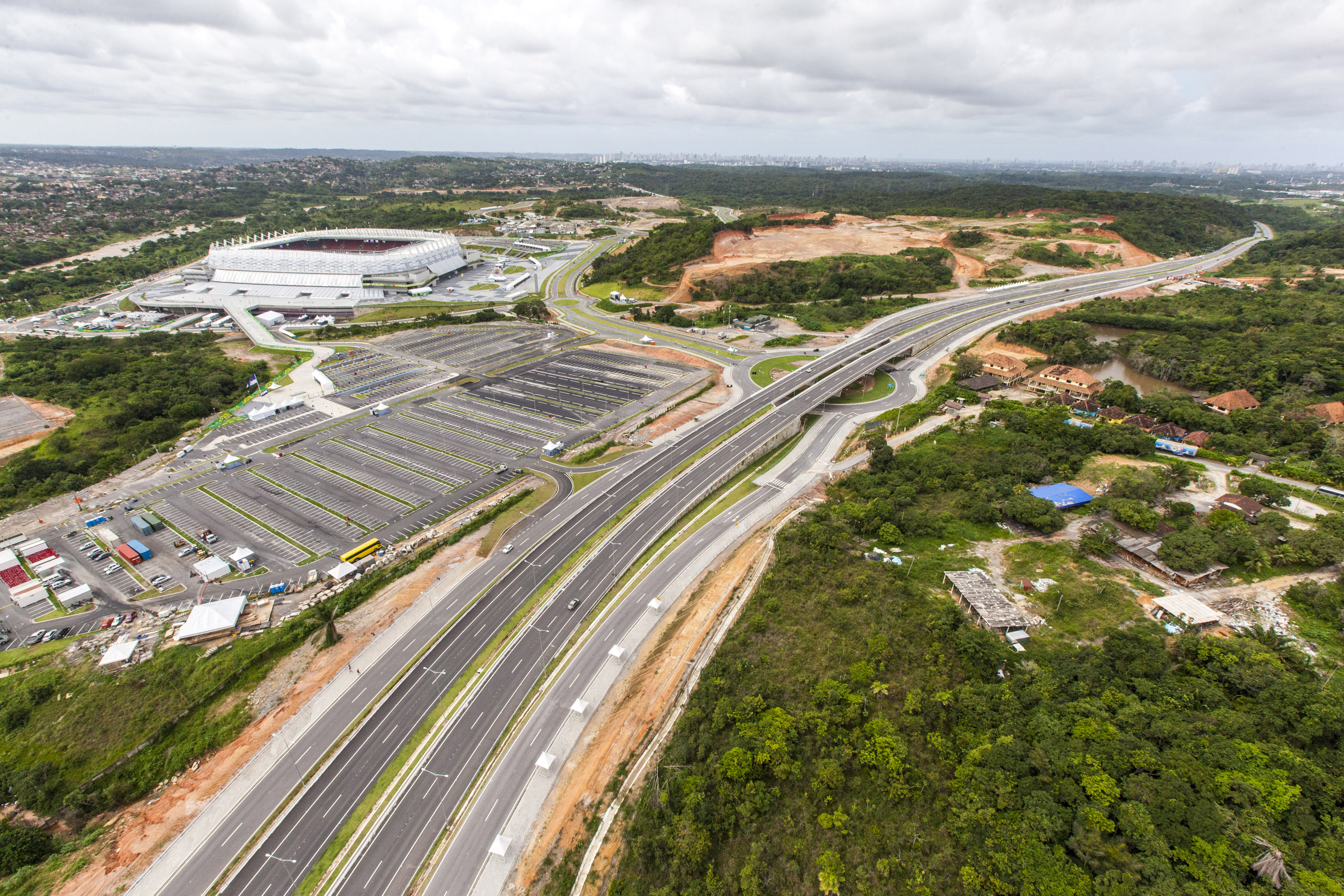
La strada che conduce allo stadio e che condurrà alla Cidade da Copa

In un'area di circa 270 ettari, attigua allo stadio, equivalente a 300 campi da calcio, sarà sviluppata la Cidade da Copa (Città della Coppa). Il nuovo centro urbano è stato progettato per essere la prima città intelligente in America Latina, essendo completamente progettato per incoraggiare l'uso di mezzi di trasporto alternativi, la sicurezza e la conservazione dell'ambiente. Il progetto comprende:
- Lo stadio;
- Campus;
- Parchi e aree verdi;
- Centri commerciali;
- Alberghi;
- Uffici;
- Residenze;
- Bus Rapid Transit.